# كأس شمال مقدونيا 2001–02
كأس شمال مقدونيا 2001–02 هو موسم من كأس مقدونيا. كان عدد الأندية المشاركة فيه 32، وفاز فيه FK Pobeda ‏.